# Parlamentní volby v Maďarsku 2010
Parlamentní volby v Maďarsku v roce 2010 byly šesté svobodné volby Maďarské republiky od pádu komunismu v roce 1989. Prezident republiky László Sólyom vypsal první kolo voleb na 11. dubna, druhé kolo na 25. dubna 2010.
Výsledkem voleb je, že se do parlamentu dostaly čtyři strany a jeden nezávislý kandidát: Fidesz-KDNP (263 mandátů), MSZP (59 mandátů), Jobbik (47 mandátů), LMP (16 mandátů) a nezávislý kandidát Oszkár Molnár.

## Předvolební situace

### Rok 2006
Předcházející parlamentní volby v roce 2006 provázela masivní kampaň. Obě nejsilnější strany, levicová MSZP a pravicový Fidesz-MPS, si dělaly velké naděje na vítězství.
Možná právě zatajování informací o skutečném stavu ekonomiky a hospodářství ze strany MSZP přispělo k jejímu vítězství. V premiérském křesle tak i nadále zůstal, v té době ještě populární, Ferenc Gyurcsány.
Dne 17. září 2006 v odpoledních hodinách odvysílal Maďarský rozhlas úplný záznam z neveřejného povolebního projevu Ference Gyurcsánye k poslancům své strany, na níž emotivně a vulgárně přiznává, že v zájmu volebního úspěchu lhal o skutečném stavu ekonomiky, a že se Maďarsko podařilo udržet nad vodou jen díky boží prozřetelnosti, spoustě peněz ve světovém hospodářství a stovkám podvodů. Okamžitou reakcí se staly stotisícové protivládní demonstrace po celé zemi. Všichni požadovali Gyurcsányho rezignaci. Ten však ve své funkci zůstal. Jeho vláda se okamžitě stala značně nepopulární a preference MSZP začaly prudce klesat.

### Vládní krize

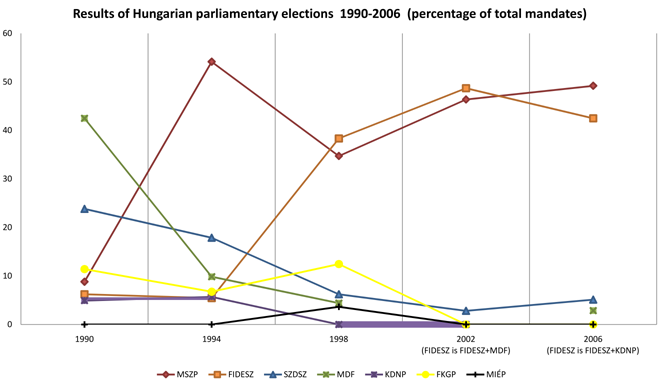
Politický vývoj v letech 1990 až 2006

Premiér Ferenc Gyurcsány byl v čele nepopulární vlády, která zemi značně zadlužila. V roce 2008 se navíc z vládní koalice odloučil SZDSZ. To už byl krůček k vládní krizi. Ta vypukla na jaře 2009, kdy předseda vlády oznámil svou rezignaci a odchod z vedení strany. Prezident republiky László Sólyom a opoziční strany požadovaly vypsání předčasných voleb. K tomu však nedošlo a byla vytvořena úřednická vláda, v jejímž čele stanul nestraník Gordon Bajnai. Jeho vláda by měla zemi vést do termínu těchto voleb (2010) a hlavně ji dostat z hospodářské krize, která Maďarsko skutečně silně zasáhla. I přesto, že premiér Bajnai vytvořil úsporný balíček a sám bral výplatu pouze jeden forint měsíčně, Maďaři jeho vládě příliš nevěřili.
Od roku 2006 je tedy maďarská pravice na velkém vzestupu. Sám předseda nejsilnější opoziční strany Fidesz Viktor Orbán se už v květnu 2009 cítil být příštím maďarským premiérem. Naopak popularita MSZP se tehdy pohybovala na historicky nejhorší úrovni od samotného vzniku strany.

### Volby do EP 2009
Růst popularity pravicových stran se projevil již během voleb do Evropského parlamentu 2009, kdy Fidesz (v koalici s KDNP) získal 14 mandátů, zatímco levicová MSZP jen 4 mandáty. Do parlamentu se také dostala krajně pravicová strana Jobbik se ziskem 3 mandátů. Konzervativní MDF obhájilo svůj 1 mandát.

## Kampaň

### Volební programy
- Fidesz: Nemzeti ügyek politikája
- Jobbik: Radikális változás - A Jobbik országgyűlési választási programja a nemzeti önrendelkezésért és a társadalmi igazságosságért Archivováno 29. 3. 2010 na Wayback Machine.
- MSZP: Nemzeti modernizáció, összetartozó közösség - Ajánlat a demokratikus oldal programjára
- LMP: A fenntartható jövő, a befogadó társadalom és a megújuló demokrácia stratégiája
- MDF: Munka és méltóság = Megújuló Magyarország - A tartós gazdasági és társadalmi felemelkedés programja
- Civil Mozgalom: Országépítő program
- Munkáspárt: Államosítás! Számonkérés! Munkahelyteremtés![nedostupný zdroj]

### Volební preference

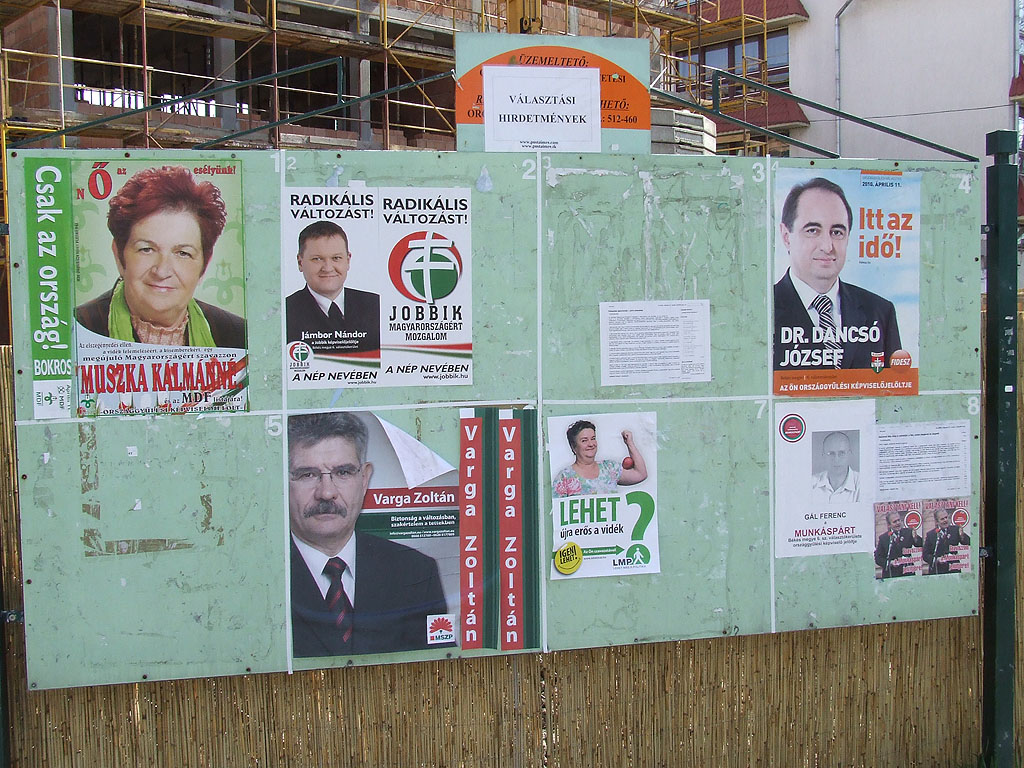
Volební plakáty ve městě Orosháza v župě Békés

| Agentura           | Datum             | Fidesz | MSZP | Jobbik | MDF | LMP | SZDSZ | KDNP | Ostatní |
| Medián             | 25. listopad 2009 | 66     | 19   | 10     | 2   | 1   | 1     | —    | 1       |
| Tárki              | 25. listopad 2009 | 68     | 17   | 11     | 1   | 1   | 1     | 2    | —       |
| Századvég-Forsense | 26. listopad 2009 | 59     | 20   | 12     | 3   | 3   | 1     | —    | 3       |
| Tárki              | 16. prosinec 2009 | 63     | 19   | 12     | 1   | 3   | 1     | —    | —       |
| Századvég-Forsense | 21. prosinec 2009 | 64     | 17   | 9      | 3   | 2   | 0     | —    | 4       |
| Medián             | 25. prosinec 2009 | 61     | 23   | 9      | 2   | 1   | 1     | —    | 3       |
| Szonda Ipsos       | 17. leden 2010    | 63     | 21   | 12     | 2   | —   | 1     | 0    | 1       |
| Forsense           | 21. leden 2010    | 59     | 17   | 15     | 5   | 3   | —     | —    | —       |
| Medián             | 21. leden 2010    | 65     | 19   | 10     | 3   | 1   | 0     | —    | 2       |
| Századvég-Kód      | 26. leden 2010    | 59     | 23   | 10     | 4   | 2   | 1     | 1    | —       |
| Tárki              | 27. leden 2010    | 62     | 22   | 11     | 3   | 1   | 1     | —    | —       |
| Szonda Ipsos       | 12. únor 2010     | 58     | 22   | 14     | 2   | 1   | 1     | 0    | 3       |
| Századvég-Kód      | 18. únor 2010     | 58     | 23   | 10     | 5   | 3   | 1     | -    | -       |
| Forsense           | 22. únor 2010     | 59     | 18   | 14     | 2   | 5   | 0     | —    | 1       |
| Medián             | 24. únor 2010     | 63     | 18   | 15     | 2   | 1   | —     | —    | 1       |
| Tárki              | 3. březen 2010    | 61     | 22   | 11     | 2   | 3   | —     | —    | 1       |
| Szonda Ipsos       | 11. březen 2010   | 57     | 20   | 17     | 1   | 3   | 1     | 0    | 1       |
| Nézőpont Intézet   | 14. březen 2010   | 53     | 12   | 12     | 2   | 2   | —     | —    | 0       |
| Medián             | 17. březen 2010   | 57     | 21   | 18     | 1   | 2   | —     | —    | 1       |
| Szonda Ipsos       | 18. březen 2010   | 64     | 12   | 13     | 3   | 5   | —     | —    | 3       |
| Gallup             | 25. březen 2010   | 67     | 15   | 14     | 1   | 4   | —     | —    | 0       |
| Századvég-Kód      | 29. březen 2010   | 59     | 16   | 17     | 3   | 3   | —     | —    | —       |
| Szonda Ipsos       | 6. duben 2010     | 62     | 20   | 13     | 1   | 3   | —     | —    | 1       |
| Nézőpont Intézet   | 7. duben 2010     | 60     | 12   | 8      | 2   | 6   | —     | —    | 12      |
| Tárki              | 7. duben 2010     | 61     | 18   | 12     | 2   | 7   | —     | —    | 0       |
| Századvég-Kód      | 7. duben 2010     | 59     | 18   | 15     | 3   | 5   | —     | —    | —       |
| Medián             | 7. duben 2010     | 60     | 17   | 17     | 2   | 4   | —     | —    | —       |
| Gallup             | 8. duben 2010     | 59     | 16   | 17     | 3   | 5   | —     | —    | 0       |
| Forsense           | 8. duben 2010     | 60     | 19   | 12     | 2   | 6   | —     | —    | 1       |

| Agentura           | Datum           | Fidesz    | MSZP     | Jobbik   | MDF     | LMP     |
| Nézőpont Intézet   | 17. leden 2010  | 267 (69%) | 54 (14%) | 47 (12%) | 19 (5%) | 0 (0%)  |
| Nézőpont Intézet   | 26. únor 2010   | 264 (68%) | 60 (16%) | 51 (13%) | 11 (3%) | 0 (0%)  |
| Nézőpont Intézet   | 24. březen 2010 | 281 (73%) | 44 (11%) | 43 (11%) | 0 (0%)  | 18 (5%) |
| Nézőpont Intézet   | 7. duben 2010   | 284 (74%) | 50 (13%) | 37 (10%) | 0 (0%)  | 15 (4%) |
| Republikon Intézet | 7. duben 2010   | 267 (70%) | 62 (16%) | 47 (12%) | 0 (0%)  | 10 (3%) |
| Medián             | 7. duben 2010   | 275 (71%) | 51 (13%) | 50 (13%) | 0 (0%)  | 10 (3%) |

## Kandidátky a seznamy

### Registrace kandidující stran
Strany zaregistrované u Országos Választási Bizottság (Celostátní volební výbor) pro parlamentní volby 2010. V první závorce je uvedena zkratka strany, ve druhé datum její registrace:
1. Civil Mozgalom (CM) (25.01.2010)
2. Vállalkozók Szövetsége a Reformokért (VSZ) (28.01.2010)
3. Magyar Szocialista Párt (MSZP) (25.01.2010)
4. Új Szociáldemokrata Néppárt (ÚSZNP) (25.01.2010)
5. Demokrata Unió (DU) (25.01.2010)
6. Magyarok Egymásért Szövetsége (MESZ) (28.01.2010)
7. Magyar Republikánus Politikai Párt (MRPP) (28.01.2010)
8. Liberális Roma Unió Párt (LRUP) (28.01.2010)
9. Történelmi Szövetség, Kisgazdák-Szociáldemokraták Párt (Történelmi Szövetség) (28.01.2010)
10. Magyarországi Kisebbségek Pártja (MKP) (01.02.2010)
11. Torgyán-Kisgazda-Koalíció (Torgyán-Kisgazda-Koalíció) (01.02.2010)
12. Magyarországi Szociáldemokrata Párt (MSZDP) (01.02.2010)
13. Szociáldemokrata Párt (SZDP) (01.02.2010)
14. Magyar Demokrata Fórum (MDF) (01.02.2010)
15. Zöld Demokraták - Zöld Baloldal - Zöldek Szövetsége (Zöld Baloldal) (04.02.2010)
16. Igazi Demokraták Klubja (IDK) (04.02.2010)
17. Szabad Demokraták Szövetsége – a Magyar Liberális Párt (SZDSZ) (04.02.2010)
18. Magyar Kommunista Munkáspárt (Munkáspárt) (04.02.2010)
19. SMS DEMOKRATA PÁRT (SMSDEMOKRATA) (04.02.2010)
20. Jobbik Magyarországért Mozgalom - Párt (Jobbik) (04.02.2010)
21. Összefogás Párt (ÖP) (04.02.2010)
22. Fidesz – Magyar Polgári Szövetség (FIDESZ) (04.02.2010)
23. Új Roma Kerekasztal Szövetség (registrace na OVB byla zamítnuta)
24. Magyarországi Cigányszervezetek Fóruma Roma Összefogás Párt (MCF) (04.02.2010)
25. Lehet Más a Politika (LMP) (08.02.2010)
26. Zöldek Pártja (Zöldek) (08.02.2010)
27. CENTRUM Összefogás Magyarországért (CENTRUM Párt) (11.02.2010)
28. Független Kisgazda-, Földmunkás- és Polgári Párt (FKgP) (08.02.2010)
29. Magyar Igazság és Élet Pártja (MIÉP) (08.02.2010)
30. Kereszténydemokrata Néppárt (KDNP) (08.02.2010)
31. A Magyar Vállalkozók és Munkaadók Pártja (MVMP) (11.02.2010)
32. Együtt a Magyarországi Romákért Párt (EMRP) (11.02.2010)
33. Petőfi Nemzeti Néppárt (PNNP) (11.02.2010)
34. Pajzs Szövetség (11.02.2010)
35. Nép Oldali Párt (NOP) (poprvé; registrace na OVB byla zamítnuta)
36. Néppárt.hu (NP) (11.02.2010)
37. Nemzeti Forradalmi Párt (NFP) (11.02.2010)
38. Magyar Realista Egység és Béke Párt (11.02.2010)
39. Szövetség az Egységes Magyarországért „Közbiztonság és Demokratikus Közélet Szövetsége” (SZEM) (11.02.2010)
40. Internetes DEmokrácia pártja (IDE) (15.02.2010)
41. Nemzeti Munkáspárt (NM) (15.02.2010)
42. Magyarországi Zöld Párt (ZÖLDEK) (19.02.2010)
43. Magyar Cselekvő Párt (MACSEP) (25.02.2010)
44. Nép Oldali Párt (NOP) (podruhé; 25.02.2010)[45]

### Kandidáti na post premiéra
- Za Fidesz kandiduje na post premiéra její dlouholetý předseda Viktor Orbán.[46] Podle veškerých průzkumů je vítězství této strany téměř jasné. Sám Viktor Orbán, který byl premiérem v letech 1998-2002, se již od května 2009 cítí být příštím v pořadí osmým maďarským premiérem.[6]

- Za MSZP kandiduje její místopředseda Attila Mesterházy.[47][48]
- Za Jobbik kandiduje předseda strany Gábor Vona.[49]
- Za MDF kandiduje jediný europoslanec strany Lajos Bokros.[50][51] Strana SZDSZ sice nestanovila svého kandidáta na premiéra, ale její program je určený k podpoře Lajose Bokrose.[52][53]

### Počet jednotlivých kandidátů
Termín pro doporučení jednotlivých kandidátů byl 19. březen 2010. Registrace kandidáta v jednomandátovém obvodu je podmíněna shromážděním 750 podpisů. Strany doporučující své kandidáty voličům: Fidesz, MSZP, Jobbik, LMP
| Obvod                  | Max. počet | Listához kell | Fidesz | Jobbik | KDNP | MSZP | LMP | MDF | CM |
| Budapest               | 32         | 8             | 32     | 32     | 32   | 32   | 26  | 16  | –  |
| Baranya                | 7          | 2             | 7      | 7      | 7    | 7    | 6   | 3   | –  |
| Bács-Kiskun            | 10         | 2             | 10     | 10     | 10   | 10   | 4   | 5   | 2  |
| Békés                  | 7          | 2             | 7      | 7      | 7    | 7    | 2   | 2   | 2  |
| Borsod-Abaúj-Zemplén   | 13         | 3             | 13     | 13     | 13   | 13   | 4   | 6   | –  |
| Csongrád               | 7          | 2             | 7      | 7      | 7    | 7    | 2   | 4   | 3  |
| Fejér                  | 7          | 2             | 7      | 7      | 7    | 7    | 2   | 6   | 2  |
| Győr-Moson-Sopron      | 7          | 2             | 7      | 7      | 7    | 7    | 3   | 5   | 2  |
| Hajdú-Bihar            | 9          | 2             | 9      | 9      | 9    | 9    | 5   | 9   | 2  |
| Heves                  | 6          | 2             | 6      | 6      | 6    | 6    | 4   | 2   | –  |
| Jász-Nagykun-Szolnok   | 8          | 2             | 8      | 8      | 8    | 8    | 3   | 4   | 1  |
| Komárom-Esztergom      | 5          | 2             | 5      | 5      | 5    | 5    | 4   | 4   | –  |
| Nógrád                 | 4          | 2             | 4      | 4      | 4    | 4    | 2   | 1   | –  |
| Pest                   | 16         | 4             | 16     | 16     | 16   | 16   | 10  | 7   | 4  |
| Somogy                 | 6          | 2             | 6      | 6      | 6    | 6    | 2   | 1   | –  |
| Szabolcs-Szatmár-Bereg | 10         | 2             | 10     | 10     | 10   | 10   | 3   | 5   | 4  |
| Tolna                  | 5          | 2             | 5      | 5      | 5    | 5    | 3   | 3   | –  |
| Vas                    | 5          | 2             | 5      | 5      | 5    | 5    | 2   | 1   | 2  |
| Veszprém               | 7          | 2             | 7      | 7      | 7    | 7    | 3   | 2   | –  |
| Zala                   | 5          | 2             | 5      | 5      | 5    | 5    | 2   | 3   | –  |
| Celkem                 | 176        |               | 176    | 176    | 176  | 176  | 92  | 89  | 24 |

| Obvod                  | Max. počet | Listához kell | Munkáspárt | MIÉP | MSZDP | SZDSZ | Torgyán– Kisgazda | ÖP | MESZ |
| Budapest               | 32         | 8             | –          | –    | –     | 7     | –                 | –  | –    |
| Baranya                | 7          | 2             | 1          | –    | –     | –     | 1                 | 1  | –    |
| Bács-Kiskun            | 10         | 2             | –          | 2    | –     | –     | 1                 | –  | –    |
| Békés                  | 7          | 2             | 1          | –    | –     | –     | –                 | –  | –    |
| Borsod-Abaúj-Zemplén   | 13         | 3             | 3          | 3    | 3     | –     | 1                 | 4  | –    |
| Csongrád               | 7          | 2             | 1          | 2    | –     | –     | 1                 | –  | –    |
| Fejér                  | 7          | 2             | 1          | –    | –     | 1     | –                 | –  | –    |
| Győr-Moson-Sopron      | 7          | 2             | 1          | 1    | –     | –     | –                 | –  | –    |
| Hajdú-Bihar            | 9          | 2             | –          | 2    | 2     | –     | –                 | –  | –    |
| Heves                  | 6          | 2             | –          | 1    | –     | –     | –                 | –  | –    |
| Jász-Nagykun-Szolnok   | 8          | 2             | 4          | –    | –     | –     | –                 | –  | –    |
| Komárom-Esztergom      | 5          | 2             | –          | –    | –     | –     | –                 | –  | –    |
| Nógrád                 | 4          | 2             | 2          | –    | 1     | –     | –                 | –  | –    |
| Pest                   | 16         | 4             | –          | –    | –     | –     | 1                 | –  | –    |
| Somogy                 | 6          | 2             | –          | –    | 1     | –     | 1                 | –  | –    |
| Szabolcs-Szatmár-Bereg | 10         | 2             | 2          | –    | 2     | –     | 1                 | –  | 2    |
| Tolna                  | 5          | 2             | –          | –    | –     | 1     | –                 | –  | 2    |
| Vas                    | 5          | 2             | –          | –    | –     | –     | –                 | –  | –    |
| Veszprém               | 7          | 2             | –          | –    | –     | –     | –                 | –  | –    |
| Zala                   | 5          | 2             | –          | –    | 2     | 1     | –                 | –  | –    |
| Celkem                 | 176        |               | 16         | 11   | 11    | 10    | 7                 | 5  | 4    |

| Obvod                  | Max. počet | Listához kell | Somogyért | FKgP | Összefogás | Zöld Baloldal | MCF | MVMP | Nezávislý |
| Budapest               | 32         | 8             | –         | –    | –          | –             | –   | –    | 1         |
| Baranya                | 7          | 2             | –         | 1    | –          | –             | –   | –    | 1         |
| Bács-Kiskun            | 10         | 2             | –         | –    | –          | –             | –   | –    | 1         |
| Békés                  | 7          | 2             | –         | –    | –          | –             | –   | –    | 1         |
| Borsod-Abaúj-Zemplén   | 13         | 3             | –         | 1    | –          | –             | 1   | –    | 2         |
| Csongrád               | 7          | 2             | –         | –    | –          | 1             | –   | –    | –         |
| Fejér                  | 7          | 2             | –         | –    | –          | –             | –   | –    | 1         |
| Győr-Moson-Sopron      | 7          | 2             | –         | –    | –          | –             | –   | –    | –         |
| Hajdú-Bihar            | 9          | 2             | –         | –    | –          | –             | –   | –    | 2         |
| Heves                  | 6          | 2             | –         | –    | –          | –             | –   | 1    | 1         |
| Jász-Nagykun-Szolnok   | 8          | 2             | –         | –    | –          | –             | –   | –    | 2         |
| Komárom-Esztergom      | 5          | 2             | –         | –    | –          | –             | –   | –    | –         |
| Nógrád                 | 4          | 2             | –         | –    | –          | 1             | –   | –    | –         |
| Pest                   | 16         | 4             | –         | –    | –          | –             | –   | –    | 1         |
| Somogy                 | 6          | 2             | 3         | –    | –          | –             | –   | –    | –         |
| Szabolcs-Szatmár-Bereg | 10         | 2             | –         | –    | 2          | –             | –   | –    | 5         |
| Tolna                  | 5          | 2             | –         | –    | –          | –             | –   | –    | –         |
| Vas                    | 5          | 2             | –         | –    | –          | –             | –   | –    | –         |
| Veszprém               | 7          | 2             | –         | –    | –          | –             | –   | –    | –         |
| Zala                   | 5          | 2             | –         | –    | –          | –             | –   | –    | 1         |
| Celkem                 | 176        |               | 3         | 2    | 2          | 2             | 1   | 1    | 19        |

### Obvodní kandidátky
| Obvodní kandidátka     | Obvodní kandidátka | Obvodní kandidátka | Obvodní kandidátka | Obvodní kandidátka | Obvodní kandidátka | Obvodní kandidátka | Obvodní kandidátka | Obvodní kandidátka | Obvodní kandidátka | Obvodní kandidátka |
| ---------------------- | ------------------ | ------------------ | ------------------ | ------------------ | ------------------ | ------------------ | ------------------ | ------------------ | ------------------ | ------------------ |
| Obvod                  | Fidesz             | Jobbik             | MSZP               | LMP                | MDF                | CM                 | Munkáspárt         | MSZDP              | MIÉP               | ÖP                 |
| Budapest               | X                  | X                  | X                  | X                  | X                  | –                  | –                  | –                  | –                  | –                  |
| Baranya                | X                  | X                  | X                  | X                  | X                  | –                  | –                  | –                  | –                  | –                  |
| Bács-Kiskun            | X                  | X                  | X                  | X                  | X                  | X                  | –                  | –                  | –                  | –                  |
| Békés                  | X                  | X                  | X                  | X                  | X                  | X                  | –                  | –                  | –                  | –                  |
| Borsod-Abaúj-Zemplén   | X                  | X                  | X                  | X                  | X                  | –                  | X                  | X                  | X                  | X                  |
| Csongrád               | X                  | X                  | X                  | X                  | X                  | X                  | –                  | –                  | X                  | –                  |
| Fejér                  | X                  | X                  | X                  | X                  | X                  | X                  | –                  | –                  | –                  | –                  |
| Győr-Moson-Sopron      | X                  | X                  | X                  | X                  | X                  | X                  | –                  | –                  | –                  | –                  |
| Hajdú-Bihar            | X                  | X                  | X                  | X                  | X                  | X                  | –                  | X                  | –                  | –                  |
| Heves                  | X                  | X                  | X                  | X                  | X                  | –                  | –                  | –                  | –                  | –                  |
| Jász-Nagykun-Szolnok   | X                  | X                  | X                  | X                  | X                  | –                  | X                  | –                  | –                  | –                  |
| Komárom-Esztergom      | X                  | X                  | X                  | X                  | X                  | –                  | –                  | –                  | –                  | –                  |
| Nógrád                 | X                  | X                  | X                  | X                  | X                  | –                  | X                  | –                  | –                  | –                  |
| Pest                   | X                  | X                  | X                  | X                  | X                  | X                  | –                  | –                  | –                  | –                  |
| Somogy                 | X                  | X                  | X                  | X                  | –                  | –                  | –                  | –                  | –                  | –                  |
| Szabolcs-Szatmár-Bereg | X                  | X                  | X                  | X                  | X                  | X                  | X                  | X                  | –                  | –                  |
| Tolna                  | X                  | X                  | X                  | X                  | X                  | –                  | –                  | –                  | –                  | –                  |
| Vas                    | X                  | X                  | X                  | X                  | –                  | X                  | –                  | –                  | –                  | –                  |
| Veszprém               | X                  | X                  | X                  | X                  | X                  | –                  | –                  | –                  | –                  | –                  |
| Zala                   | X                  | X                  | X                  | X                  | X                  | –                  | –                  | X                  | –                  | –                  |
| Celkem                 | 20                 | 20                 | 20                 | 20                 | 17                 | 9                  | 4                  | 4                  | 2                  | 1                  |

### Republikové kandidátky
Republikové kandidátky stran:
(Prvních dvacet kandidátů, kandidát na premiéra vyznačen tučně)
| Strana    | Fidesz-KDNP | Jobbik | MSZP | LMP | MDF | CM |
| Kandidáti | 1. Viktor Orbán 2. Pál Schmitt 3. János Horváth 4. Mária Wittner 5. Zsolt Semjén 6. László Kövér 7. Tibor Navracsics 8. Sándor Lezsák 9. István Jakab 10. Kristóf Szatmáry 11. Béla Turi-Kovács 12. Flórián Farkas 13. Péter Ágh 14. Pelczné dr. Gáll Ildikó 15. Mihály Varga 16. Zoltán Pokorni 17. Lajos Kósa 18. Péter Harrach 19. István Tarlós 20. Gábor Kubatov | 1. Gábor Vona 2. Zoltán Balczó 3. Sándor Pörzse 4. Levente Murányi 5. Tamás Gaudi-Nagy 6. Gábor Szabó 7. Előd Novák 8. Csaba Gyüre 9. Tamás Sneider 10. György Gyula Zagyva 11. Lórántné Hegedűs 12. Géza Gyenes 13. Dániel Zsiga-Kárpát 14. János Volner 15. Lajos Pősze 16. Gábor Staudt 17. Tamás Hegedűs 18. László Nyikos 19. Barnabás Bödecs 20. György Szilágyi | 1. Attila Mesterházy 2. Ildikó Lendvai 3. László Kovács 4. Ferenc Gyurcsány 5. László Botka 6. Imre Szekeres 7. Péter Kiss 8. Gábor Simon 9. Mónika Lamperth 10. István Ujhelyi 11. István Hiller 12. Csaba Molnár 13. László Puch 14. Ferenc Juhász 15. János Veres 16. Ágnes Vadai 17. László Varga 18. Gergely Bárándy 19. Erika Szűcs 20. Imre Szabó | 1. András Schiffer 2. Benedek Jávor 3. Rebeka Szabó 4. Lajos Mile 5. Gábor Ivády 6. Tímea Szabó 7. Péter Szilágyi 8. Gábor Scheiring 9. Katalin Ertsey 10. Gábor Vágó 11. László Szilágyi 12. Virág Kaufer 13. Kristóf Szombati 14. Gyula Hegedűs 15. Mária Hajdú 16. Bence Tordai 17. Ernő Pető 18. Katalin Margóczi 19. Tamás Nagy 20. Gábor Priksz | 1. Ibolya Dávid 2. Károly Herényi 3. Zsolt Makay 4. Erzsébet Pusztai 5. Péter Karsai 6. Attila Retkes 7. Imre Ikvai-Szabó 8. Tamás Nagy 9. Zoltán Somogyi 10. Zoltán Juhász 11. Szabolcs Joó 12. Tibor Viniczai 13. Pál Dragon 14. Ferenc Jagarics 15. Károly Szentkuti 16. Attila József Bánk 17. László Helmeczy 18. Lajos Gyüre 19. Tibor Habjánecz 20. Gábor Roszík | 1. Mária Seres 2. Ildikó Andrea Szőllősi 3. Marianna Nagy 4. Katalin Irén Tóth 5. Dr. Terézia Szabó 6. István Bozsvári 7. Lajos Debreceni 8. József Péter Csokonay 9. Ferenc Puskás 10. István András Kincses 11. Lajos Köteles 12. Mihály Attila Cseh 13. Csaba Briski 14. Norbert Mészáros 15. Cecília Péteri 16. László Kovács 17. Szaksz Ferenc 18. Ferenc Lajosné Göröncséri 19. Jenő Ván 20. Róbert Knipf |

## Volební výsledky
Parlamentní volby 2010 vyhrála pravicová strana Fidesz – Magyar Polgári Szövetség, kterou vedl Viktor Orbán. Tato strana ovšem nastoupila do voleb spolu se stranou KDNP. Se ziskem 263 mandátů porazilo toto spojenectví levicovou Magyar Szocialista Párt, která v zemi vládla po dvě uplynulá volební období (osm let), ale v těchto volbách získala jen 59 mandátů, přičemž v předchozích volbách jich měla 190. Na třetím místě byla se ziskem 47 mandátů krajně pravicová strana Jobbik Magyarországért Mozgalom. Čtvrtá skončila nově vzniklá Zelená strana Lehet Más a Politika, která dostala 16 mandátů. Poslední mandát obsadil nezávislý kandidát Oszkár Molnár.
Dvě tradiční politické strany po 20. letech parlament opustily. Jednalo se o konzervativní MDF a liberální SZDSZ. Paradoxně ve volbách 1990 to byly dvě nejsilnější politické strany v zemi.

### Volební účast
|        | První kolo 11. duben 2010 | Druhé kolo 25. duben 2010 |
| ------ | ------------------------- | ------------------------- |
| 7:00   | 1,61%                     | 1,36%                     |
| 9:00   | 10,23%                    | 8,50%                     |
| 11:00  | 24,78%                    | 19,37%                    |
| 13:00  | 35,88%                    | 27,11%                    |
| 15:00  | 46,78%                    | 33,54%                    |
| 17:30  | 59,28%                    | 41,89%                    |
| Celkem | 64,20%                    | 46,64%                    |

### Výsledky v jednomandátových obvodech
V jednomandátových obvodech se většinovým systémem rozděluje 176 mandátů z celkového počtu 386. V případě, že některý kandidát získá již v prvním kole více než 50 % hlasů, tak vyhrává a druhé kolo se v daném obvodu již nekoná. Pokud žádný z kandidátů nezíská nadpoloviční většinu, koná se druhé kolo voleb, v němž zvítězí kandidát s nejvyšším počtem hlasů.
Již v prvním kole voleb, které se konalo 11. dubna 2010, získalo 119 kandidátů Fidesz-KDNP nadpoloviční většinu hlasů. Ve zbývajících 56 obvodech byli rovněž nejúspěšnější kandidáti Fidesz-KDNP, ale se ziskem nižším než 50 %. Pouze v jednom budapešťském obvodu vedl kandidát levicové MSZP.
Ve druhém kole, které se konalo 25. dubna 2010 v 56 obvodech, zvítězilo 53 kandidátů Fidesz-KDNP. V Budapešti vyhráli dva kandidáti MSZP (Tibor Szanyi a József Tóth). V jednom obvodu v župě Borsod-Abaúj-Zemplén zvítězil nezávislý kandidát Oszkár Molnár.

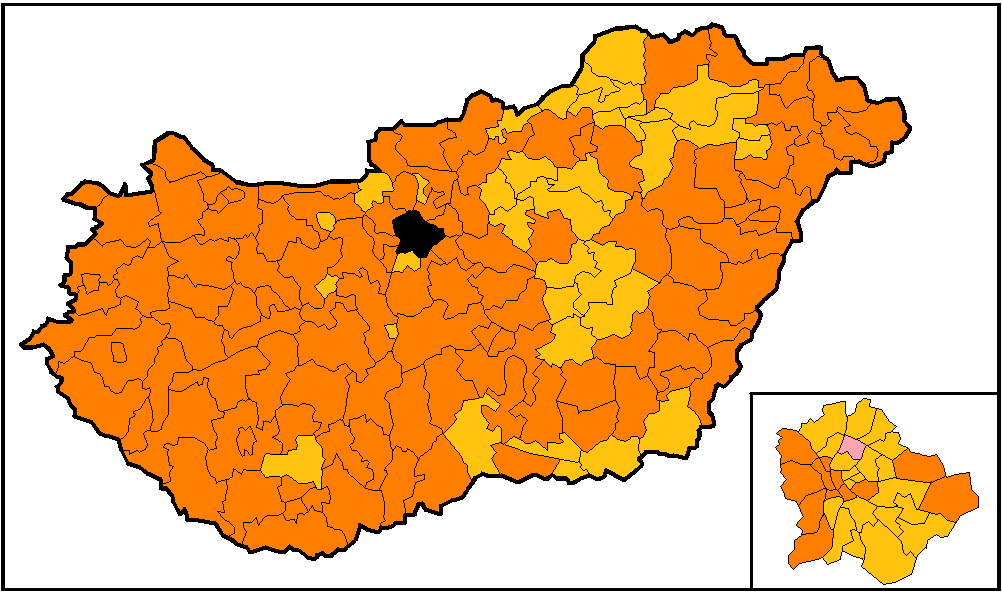
První kolo – první místa:     Vyhrál Fidesz-KDNP (119)     Vede Fidesz-KDNP (56)     Vede MSZP (1)
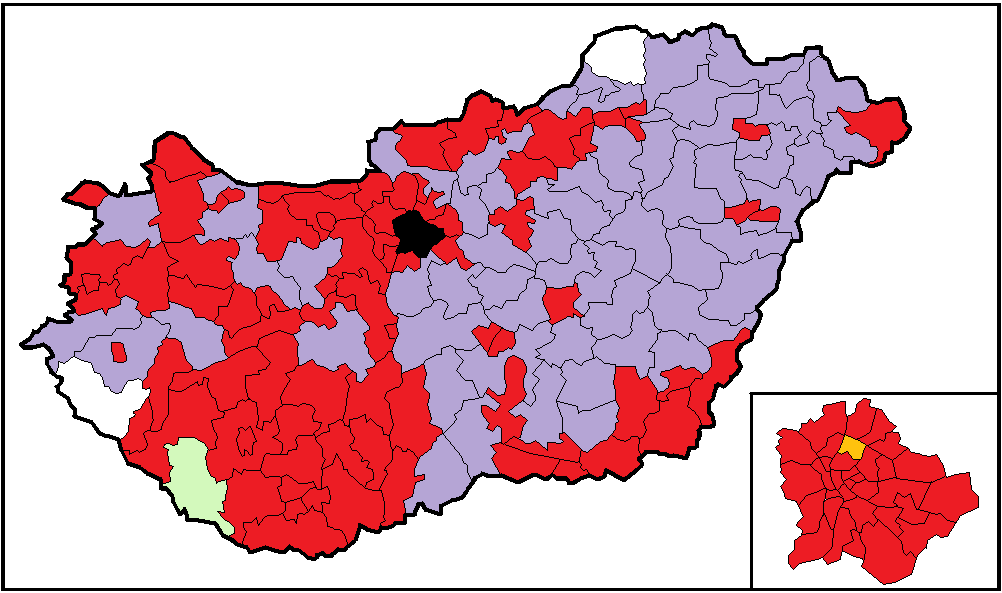
První kolo – druhá místa: ██ = MSZP (112) ██ = Jobbik (60) ██ = Somogyért (1) ██ = Fidesz-KDNP (1) ██ = Nezávislí (2)
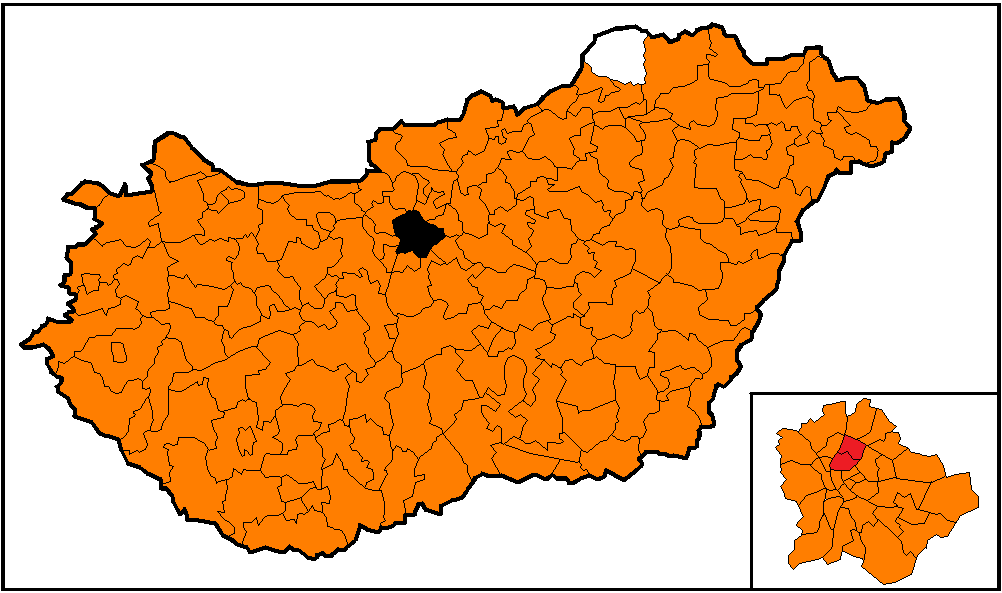
Druhé kolo: Fidesz-KDNP (173) MSZP (2) Nezávislí (1)

- První kolo – druhá místa:
██ = MSZP (112)
██ = Jobbik (60)
██ = Somogyért (1)
██ = Fidesz-KDNP (1)
██ = Nezávislí (2)
- Druhé kolo:     Fidesz-KDNP (173)     MSZP (2)     Nezávislí (1)

### Přehled výsledků
| Rozdělení mandátů | Rozdělení mandátů          | Rozdělení mandátů      | Rozdělení mandátů | Rozdělení mandátů | Rozdělení mandátů | Rozdělení mandátů                 | Rozdělení mandátů              | Rozdělení mandátů              | Rozdělení mandátů                | Rozdělení mandátů                | Rozdělení mandátů     | Rozdělení mandátů     |
| Strana            | Počet obvodních kandidátek | Republiková kandidátka | Počet hlasů       | Počet hlasů       | Práh              | Může získat mandáty z kandidátek? | Mandáty z obvodních kandidátek | Mandáty z obvodních kandidátek | Mandáty z republikové kandidátky | Mandáty z republikové kandidátky | Celkový počet mandátů | Celkový počet mandátů |
| Strana            | Počet obvodních kandidátek | Republiková kandidátka | v číslech         | v procentech      | Práh              | Může získat mandáty z kandidátek? | čísla                          | procenta                       | čísla                            | procenta                         | čísla                 | procenta              |
| ----------------- | -------------------------- | ---------------------- | ----------------- | ----------------- | ----------------- | --------------------------------- | ------------------------------ | ------------------------------ | -------------------------------- | -------------------------------- | --------------------- | --------------------- |
| Fidesz-KDNP       | 20                         | Ano                    | 2 706 292         | 52,73             | 10%               | Ano                               | 87                             | 59,59                          | 3                                | 4,69                             | 90                    | 42,86                 |
| MSZP              | 20                         | Ano                    | 990 428           | 19,30             | 5%                | Ano                               | 28                             | 19,18                          | 29                               | 45,31                            | 57                    | 27,14                 |
| Jobbik            | 20                         | Ano                    | 855 436           | 16,67             | 5%                | Ano                               | 26                             | 17,81                          | 21                               | 32,81                            | 47                    | 22,38                 |
| LMP               | 20                         | Ano                    | 383 876           | 7,48              | 5%                | Ano                               | 5                              | 3,42                           | 11                               | 17,19                            | 16                    | 7,62                  |
| MDF               | 17                         | Ano                    | 136 895           | 2,67              | 5%                | Ne                                | –                              | –                              | –                                | –                                | –                     | –                     |
| CM                | 9                          | Ano                    | 45 863            | 0,89              | 5%                | Ne                                | –                              | –                              | –                                | –                                | –                     | –                     |
| Munkáspárt        | 4                          | Ne                     | 5 606             | 0,11              | 5%                | Ne                                | –                              | –                              | –                                | –                                | –                     | –                     |
| MSZDP             | 4                          | Ne                     | 4 117             | 0,08              | 5%                | Ne                                | –                              | –                              | –                                | –                                | –                     | –                     |
| ÖP                | 1                          | Ne                     | 2 732             | 0,05              | 5%                | Ne                                | –                              | –                              | –                                | –                                | –                     | –                     |
| MIÉP              | 2                          | Ne                     | 1 286             | 0,03              | 5%                | Ne                                | –                              | –                              | –                                | –                                | –                     | –                     |
| Celkem            | 117                        |                        | 5 132 531         | 100               |                   |                                   | 146                            | 100                            | 64                               | 100                              | 210                   | 100                   |

### Celkové výsledky
| Strana      | Počet jednotlivých kandidátů | Počet mandátů z kandidátek | Celkový počet mandátů | Celkový počet mandátů |
| Strana      | Počet jednotlivých kandidátů | Počet mandátů z kandidátek | čísla                 | procenta              |
| ----------- | ---------------------------- | -------------------------- | --------------------- | --------------------- |
| Fidesz-KDNP | 173                          | 90                         | 263                   | 68,13                 |
| MSZP        | 2                            | 57                         | 59                    | 15,28                 |
| Jobbik      | 0                            | 47                         | 47                    | 12,18                 |
| LMP         | 0                            | 16                         | 16                    | 4,15                  |
| Nezávislí   | 1                            | –                          | 1                     | 0,26                  |
| Celkem      | 176                          | 210                        | 386                   | 100                   |

## Politické důsledky
Společně kandidující strany Fidesz a KDNP získaly ve volbách ústavní dvoutřetinovou většinu a měly tak otevřenou cestu ke změnám ústavních zákonů. Novým maďarským premiérem se tak stal Viktor Orbán.
V reakci na nedostatečný výsledek odstoupila hned po prvním kole Ibolya Dávid z funkce předsedkyně MDF. Stejně tak po druhém kole odstoupila Ildikó Lendvai z funkce předsedkyně MSZP.
První zasedání nového parlamentu proběhlo 14. května 2010. Novým předsedou parlamentu byl zvolen Pál Schmitt (Fidesz).